# 星野紀
星野紀（ほしの とし、1918年（大正7年）5月13日 - 1991年（平成3年）2月12日 ）は囲碁の棋士。山梨県出身、竹田逸子四段門下、日本棋院所属、九段。
大月市に生まれる。1932年に中学を中退して上京し竹田逸子に入門し、1934年に入段。1938年に召集され、騎兵として1939年にノモンハンで重傷を負い入院、続いて青森の連隊に配属されるが上官を殴って重営倉入りとなり、紀元節で恩赦になった。1942年二段。
1950年大手合後期第三部優勝、三段。1951年四段。1953年五段。1956年六段。1962年七段。1966年首相杯争奪高段者トーナメントに優勝。1969年八段。1970年本因坊戦リーグ入り。1972年名人戦リーグ入り。1977年九段。1981年日本棋院普及功労賞受賞。1984年現役引退。1985年シニア棋戦優勝。
酒豪で、豪胆磊落な気風で「甲州の親分」と呼ばれ親しまれた。1950年の山部俊郎との大手合は411手となり、最長手数記録となっている。門下に関根直久など。